# SIG Sauer P225
SIG Sauer P225 — пістолет, що випускається швейцарсько-німецькою компанією SIG Sauer. SIG Sauer P225 був розроблений в 1975 році. Він являє собою подальший розвиток пістолета SIG Sauer P220, від якого відрізняється невеликими технічними змінами. Перебуває на озброєнні низки країн.

## Історія
До середини 1970-х рр. Швейцарія, Німеччина і Франція оголосили конкурс на новий пістолет для своїх збройних сил. Була потрібна зброя, що поєднувала б у собі високі бойові якості, такі як надійність, точність стрільби, малу вагу, і наявність ударно-спускового механізму подвійної дії, при відносно не високій вартості.
Після об'єднання в 1974 році швейцарської фірми SIG і німецької Sauer & Sohn був представлений розроблений ними спільно пістолет Sig Sauer P220. Нова більш компактна версія P220 — P225, була розроблена в 1975 році, оскільки старіша версія уже не відповідала вимогам німецької поліції. Також були представлені моделі і інших компаній (зокрема, Heckler & Kock). Проте SIG Sauer P225 виявився дешевшим за аналогічні версії (головним чином завдяки оптимальній конструкції) і тому отримав поліцейські замовлення. Для того, щоб мати змогу випускати масово цю версію, компанія SIG придбала контрольний пакет акцій Sauer & Sohn. В місті Еккердорф, де знаходився завод Sauer & Sohn для виробництва P220, був запущений випуск P225 (прийнятий на озброєння під назвою P6). Також модель P225 постачалась на експорт в США, де також використовувалась правоохоронними органами. Основна різниця між звичайним P225 (P6) і експортним полягає в вазі спускової тяги (в P6 вона більша) і прицільних пристосуваннях. У 1995 році в німецькій поліції почалось нове переозброєння, тому старі P6 вирішили продати, зокрема, у США, де ця модель користувалась великим попитом через малі розміри, зручні для скритного носіння.
У 2015 році компанія SIG вирішила повернути у виробництво модель P225.

## Конструкція
Автоматика пістолета P225 працює за схемою використання віддачі при короткому ході ствола. Замикання здійснюється за допомогою ствола, який знижується, зчепленням верхнього виступу його казенної частини зі збільшеним вікном затвора-кожуха для викиду стріляних гільз. Затвор-кожух, що виготовляється з високоякісної легованої сталі з подальшою обробкою поверхонь захисним покриттям Nitron®, тепер переміщається по зовнішнім напрямних рами, що трохи знижує точність стрільби, але спрощує виробництво і знижує вартість зброї. Затвор-кожух складається з двох деталей — кожуха, що виготовляється штампуванням із сталевого листа, і затвора, закріпленого в кожусі за допомогою штифта.
Рама виготовляється з легкого сплаву. На нижній поверхні її передньої частини є стандартні напрямні Picatinny rail Mil-Std 1913 для кріплення різних додаткових пристосувань, таких як тактичний ліхтар або лазерний цілевказівник. Ударно-спусковий механізм курковий, подвійної дії з запобіжним зведенням курка.
Широкий скіс патронника і напрямний паз рами забезпечують надійність подачі патронів з різними типами експансивних куль. Зброя має розташований з лівого боку рами важіль безпечного спуску курка. При натисканні на цей важіль він опускається вниз, піднімаючи шептало, і розчіплює його з прорізом бойового зведення курка. Під дією бойової пружини курок обертається до зчеплення прорізів запобіжного зводу із шепталом без контакту з ударником, що робить зброю зручною і безпечною в використанні. Сам ударник закривається стрижнем, який проходить через нього і утримується пружиною, і не буде рухатися навіть при падінні пістолета.

## Оператори
- Таїланд
- Японія
- Данія
- Франція
- Канада
- Німеччина — початково перебували на озброєнні поліції Західної Німеччини.
- Швейцарія
- США — виготовляється американським філіалом SIG Sauer.